# 茅部村
茅部村（かやべむら）は、岡山県真庭郡にあった村。現在の真庭市蒜山下見、蒜山西茅部、蒜山東茅部、蒜山本茅部に当たり、米子自動車道の蒜山インターチェンジおよび蒜山高原サービスエリアが設置されている。

## 歴史
- 1889年（明治22年）6月1日 - 町村制施行に伴い、真島郡下見村、西茅部村、東茅部村、本茅部村が合併し、茅部村となる。大字東茅部に役場を置く。
- 1900年（明治33年）4月1日 - 真島郡が大庭郡と合併し、真庭郡となる。茅部村は真庭郡所属となる。
- 1902年（明治35年）4月1日 - 真庭郡茅部村のうち大字西茅部・東茅部・本茅部は徳田村と合併し川上村となり、大字下見は県村と合併し八束村となる。同日茅部村は廃止。

## 大字
大字は真庭市となった現在も存続している。名前については真庭市成立時にそれぞれの大字名に蒜山を冠することとなった。
- 下見（しもみ） ： 現在の真庭市蒜山下見（〒717-0507）
- 西茅部（にしかやべ） ： 現在の真庭市蒜山西茅部（〒717-0604）
- 東茅部（ひがしかやべ） ： 現在の真庭市蒜山東茅部（〒717-0603）
- 本茅部（ほんかやべ） ： 現在の真庭市蒜山本茅部（〒717-0611）